# Шери
Шери (или херес) е ликьорно (подсилено с алкохол) вино, което се дестилира около град Херес де ла Фронтера, Испания и на испански се нарича „vino de Jerez“. Според испанското законодателство „шери“ се наричат напитките, произхождащи от триъгълника, образуван от градовете Херес, Sanlúcar de Barrameda и El Puerto de Santa María.

## Технология
Разликата между шерито и другите видове вина се състои в обработката на виното след неговата ферментация. След приключване на ферментацията виното се подсилва с бренди. Тъй като подсилването става след приключване на ферментацията, то всички натурални шерита са сухи и за достигане на сладък вкус се налага допълнително добавяне на подсладители. За сравнение виното „Порто“ се подсилва преди ферментацията на виното да е приключила, което оставя известна част от естествените захари на гроздето непреобразувани в алкохол и от там произтича сладкият му вкус.

## Съхранение и консумация
След бутилирането шерито не отлежава и с течение на времето качествата му не се подобряват, макар че може да бъде съхранявано дълго време без влошаване на вкуса му. Шерито може да бъде консумирано веднага след бутилиране. Поднася се в специални чаши за шери copita, които имат формата на лале.
Бутилките с шери трябва да бъдат съхранявани в изправено положение с цел да се намали площта на виното, изложена на въздух. Също както и другите вина шерито трябва да бъде съхранявано в хладни и тъмни места.